# Kingswear
Kingswear je naselje u grofoviji Devon, Engleska. Naselje je smješteno na istočnoj obali rijeke Dart, u blizini ušća rijeke u La Manche i nasuprot gradića Dartmouth. Nalazi se u sklopu južnodevonskog područja izuzetne prirodne ljepote, i ima populaciju od 1.332 stanovnika.
Kingswear je poznat po tome što je zadnja željezniča stanica za Dartmouth. Željezniči kolodvor u Kingswearu se nalazi uz samu obalu Darta.
U selu se nalazi nekoliko malih turistički orijentiranih trgovina i pubova. Dvorac Kingswear koji je sada u privatnom vlasništvu je topnička kula iz 15. stoljeća, te se nalazi izvan naselja. U Kingswearu također postoji crkva, koja je član anglikanske biskupije u Exeteru čiji je svetac zaštitnik sv. Toma Becket.

## Vanjske poveznice
- Službene stranice